# Dechengrün

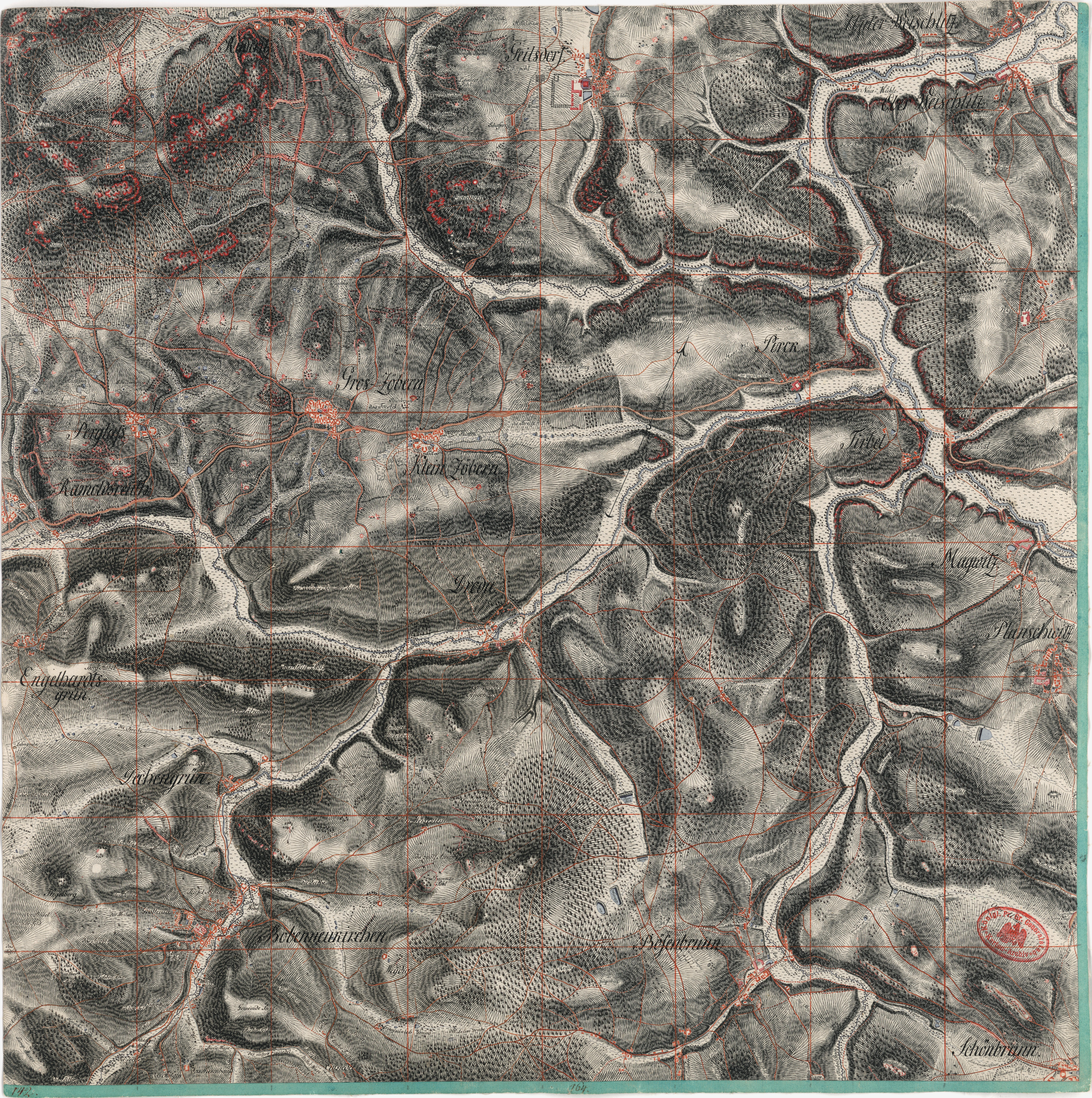
Dechengrün nördlich von Bobenneukirchen (rechter, unterer Quadrant) auf einer Karte von 1794

Dechengrün war ein Ort bei Bobenneukirchen, der im Zuge des Baus der Talsperre Dröda abgebrochen wurde. Die Gemarkung Dechengrün existiert noch heute und gehört zur Gemeinde Bösenbrunn.

## Geschichte
Dechengrün ist spätestens 1328 erstmals als Techengrun erwähnt. Spätere Ortsnamensformen sind Techengrune (1425), Dechengrun (1582) und 1648 bereits Dechengrün.
Der Ort gehörte 1542 anteilig zu den Rittergütern Leubnitz und Geilsdorf sowie zum Deutschen Ritterorden zu Plauen und 1764 war Dechengrün Amtsdorf und den  Rittergütern Türbel-Pirk und Dröda zugehörig und lag dementsprechend im Amt Voigtsberg und von 1856 bis 1995 im Gerichtsamt, später der Amtshauptmannschaft und schließlich dem (Land-)Kreis Oelsnitz. Im Zuge des Baus der Talsperre Dröda von 1964 bis 1971, wahrscheinlich vor dem Einstaubeginn 1969, wurde der Ort abgebrochen. Dechengrün umfasste ca. 157 ha.
1935 wurde der Ort zunächst nach Bobenneukirchen eingemeindet. Seit dem Zusammenschluss von Bösenbrunn mit Bobenneukirchen und Ottengrün zu Bösenbrunn im Jahr 1994 gehört die nach wie vor existente Gemarkung zur Gemeinde Bösenbrunn.
Dechengrün war 1910 die der 93 Kommunen der Amtshauptmannschaft Oelsnitz mit der kleinsten Einwohnerzahl, nämlich 44.

## Belege
1. ↑  Dechengrün – HOV | ISGV. Abgerufen am 23. August 2023.

Koordinaten: 50° 23′ N, 12° 3′ O